# 拉佩讷 (阿列日省)
拉佩讷（法語：Lapenne，法語發音：[lapɛn]）是法国阿列日省的一个市镇，属于帕米耶区。

## 地理
拉佩讷（43°8'45"N, 1°45'1"E）面积21.57 平方千米，位于法国奧克西塔尼大區阿列日省，该省份为法国西南部内陆省份，西部和北部与上加龙省接壤，东临奥德省，东南至东比利牛斯省接壤，南与安道尔和西班牙接壤。
与拉佩讷接壤的市镇（或旧市镇、城区）包括：洛尔达堡、戈迪耶斯、芒斯、米尔普瓦、圣费利德图尔内加、特雷穆莱、普莱涅。

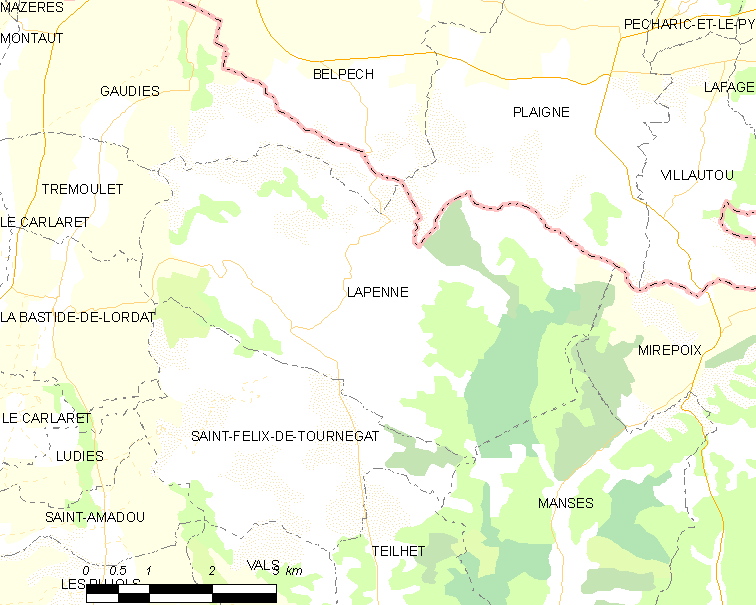
的OSM定位图

拉佩讷的时区为UTC+01:00、UTC+02:00（夏令时）。

## 行政
拉佩讷的邮政编码为09500，INSEE市镇编码为09153。

## 政治
拉佩讷所属的省级选区为米尔普瓦县。

## 人口

1962-2008年间人口变化图示

拉佩讷于2022年1月1日时的人口数量为120人。